# Coyotes de Sonora
Los Coyotes de Sonora Fútbol Club fue un club de fútbol que tuvo como sede la ciudad de Hermosillo, Sonora, ubicada al Noroeste de México. 

## Historia
El equipo nació cuando la filial del Atlas de Guadalajara en segunda división, los Académicos, ascendieron en 2005 a Primera "A". El club decidió cambiar de nombre y sede dando así lugar a Coyotes de Sonora que permaneció como filial de Atlas. 
La porra del equipo se llamaba "Descontrol".
En el torneo Apertura 2005 fueron semifinalistas siendo eliminados por Puebla FC;
en el partido de ida de la semifinal que fue en el Estadio Héroe de Nacozari,
los Coyotes resultaron triunfadores con un marcador de 2-1 sobre el mencionado Puebla FC;
En el partido de vuelta, Coyotes perdió 1-0, el global quedó 2-2, 
así fue como Coyotes fue eliminado, ya que Puebla FC tuvo mejor lugar en la tabla general.
Para la temporada 2006-2007 la directiva del Atlas decidió revivir a los Académicos poniendo fin a la corta historia de los Coyotes de Sonora.

## Estadio
Tiene capacidad de 22.000 localidades.